# Sung Tongs
Sung Tongs es el quinto álbum de estudio de la banda estadounidense de pop experimental Animal Collective, publicado el 3 de mayo de 2004 por FatCat Records. El álbum, que exploraba recientemente el freak folk, recibió una gran acogida de la crítica tras su lanzamiento y apareció en las listas de los mejores a finales de 2004 y la década de 2000. Solo dos de los cuatro miembros de la banda tocan en el álbum, Avey Tare (David Portner) y Panda Bear (Noah Lennox), una novedad desde Spirit They're Gone, Spirit They've Vanished (2000), que originalmente fue acreditado al dúo y más tarde clasificado retroactivamente como parte de la discografía de la banda.

## Antecedentes
Portner y Lennox se mudaron a una casa en la zona rural de Colorado para las sesiones de grabación de Sung Tongs, y Portner dijo que gran parte de eso involucró “mucho canto y jugar con las voces en todas las partes de una habitación”.
La canción «Visiting Friends» fue influenciada por las recopilaciones Pop Ambient del sello alemán de minimal techno Kompakt y el proyecto ambiental Gas de Wolfgang Voigt, con la intención de ser “como un muro de tarareos [...], pero con guitarras acústicas”.

## Recepción de la crítica
Sung Tongs recibió críticas generalmente positivas. En Metacritic, el álbum obtuvo un puntaje promedio de 83 sobre 100, basado en 23 críticas, lo cual indica “aclamación universal”. Dominique Leone, escribiendo para Pitchfork, le otorgó el certificado de “Best New Music” y una calificación de 8.9 sobre 10. Él escribió que el álbum “puede ser demasiado para algunas personas, especialmente si están demasiado lejos de este extraño entorno. Para otros, es un lugar maravilloso, como bien saben estos guías”. El sitio web Tiny Mix Tapes comentó: “Holísticamente, no hay nada notablemente nuevo aquí que no haya sido buscado antes por este colectivo. La ejecución es agradable y fácilmente sitúa a este álbum entre los dos mejores de sus actuaciones, y la calidad del sonido supera con creces sus esfuerzos anteriores”. Lee Henderson de PopMatters dijo: “Es este abrazo de intimidad creativa que lo abarca todo lo que hace de Sung Tongs un disco tan cálido y carismático, y también me hace preguntarme si de alguna manera pedí personalmente este álbum, a través de una especie de intercambio de deseos inconscientes entre pares”.
El sitio web Drowned in Sound le dio una calificación perfecta de 10 sobre 10 y escribió que “Sung Tongs viene como una especie de revelación. Lo que más sorprende de este registro es su accesibilidad instantánea. Siempre hubo momentos pop en sus álbumes anteriores, pero eran algo para descubrir, desempolvar y sostener a la luz para examinarlos. Aquí, sin embargo, las letras y melodías, a menudo enterradas bajo la superficie de sus lanzamientos anteriores, han salido al sol del mediodía”. Heidi de Scene Point Blank dijo: “El peor sentimiento que este álbum podría evocar es probablemente ‘Simplemente no es lo mío’. Si estás buscando algo en lo que perderte, o música de fondo, o algo que no sea agresivo o rock de chicos de fraternidad, entonces sí, Animal Collective, ve por ellos.”. Dylan Young, escribiendo para la revista NOW, comentó: “Sung Tongs comienza con una extrañeza concentrada. La primera pista, «Leaf House», marca la pauta. Su sonido sensible al pop es contagioso pero de esa forma demente que ignora el imperativo del pop. El extraño tratamiento vocal raya en la sensación del canto de garganta de Tuvan En espíritu, Animal Collective está situado en algún lugar entre Beta Band y Sigur Rós, pero eso no explica lo que están haciendo. Podrías llamar a Sung Tongs folk experimental, pero eso es solo el comienzo”.
John Bush, escribiendo para AllMusic, comentó que “aunque el dúo no grabó suficiente material como para justificar su salida tan pronto, Sung Tongs es un disco impactante, una bocanada de aire fresco dentro del indie rock experimental”. Roni Sarig de Rolling Stone escribió: “El hábil manejo de la sensibilidad del grupo convierte su último lanzamiento, Sung Tongs, en uno de los discos más creativos y logrados que escucharás este año. De capas de gorgoteos aleatorios, susurros frenéticos, puñaladas acústicas y tambores tribales emergen melodías y armonías impresionantes”. El consenso de Sputnikmusic catalogó al álbum como “rarezas pop íntimas”, y añadieron: “Sung Tongs es musicalmente exitoso en virtud de su diversidad, proporcionando drones invernales que se sienten como en casa en la cabeza del oyente, así como melodías que suplican ser acompañadas por el tarareo, el silbido o el grito del oyente”.

## Lista de canciones
Todas las canciones escritas y compuestas por Animal Collective. 
| Lista de canciones de Sung Tongs |                          |          |  |
| N.º                              | Título                   | Duración |  |
| 1.                               | «Leaf House»             | 2:43     |  |
| 2.                               | «Who Could Win a Rabbit» | 2:19     |  |
| 3.                               | «The Softest Voice»      | 6:47     |  |
| 4.                               | «Winters Love»           | 4:56     |  |
| 5.                               | «Kids on Holiday»        | 5:48     |  |
| 6.                               | «Sweet Road»             | 1:16     |  |
| 7.                               | «Visiting Friends»       | 12:37    |  |
| 8.                               | «College»                | 0:54     |  |
| 9.                               | «We Tigers»              | 2:44     |  |
| 10.                              | «Mouth Wooed Her»        | 4:25     |  |
| 11.                              | «Good Lovin Outside»     | 4:27     |  |
| 12.                              | «Whaddit I Done»         | 4:06     |  |